# Roberto Sawyers
Roberto Sawyers, född 17 oktober 1986, är en friidrottare från Costa Rica. Han deltog vid olympiska sommarspelen 2016.